# Jacob Thanner
Jacob Thanner (* 1448 in Würzburg; † nach 1538 wahrscheinlich in Leipzig) war Leipziger Buchdrucker und Buchhändler der Reformationszeit. Sein Druckersignet zeigte auf schwarzem Grunde eine weiße Hausmarke etwa in der Form eines Reichsapfels an, umgeben von den Buchstaben i und t. Auf einigen seiner Drucke steht sein Name zu Abiegnus latinisiert.

## Leben und Wirken
Vom Jahre 1498 an ist er mit datierten Druckerzeugnissen in Leipzig nachweisbar. Er druckte dort bis etwa 1518 mit der Unterstützung durch Leipziger Gelehrte, wie Johannes Honorius Cubitensis, Heinrich Stromer von Auerbach und Georg Bredekoph, genannt Laticephalus von Konitz, die als Herausgeber und Korrektoren für ihn tätig waren, eine Vielzahl von Büchern für universitäre Zwecke. Die größte Zahl wurden in den Jahren 1515 bis 1518 erstellt. Er betrieb mit großem Erfolg seine Druckerei bis zum Anfang der 1520er Jahre und stellte in dieser Zeit mehr als 550 Titel her. Im Jahre 1515 kauft er zu seinem Haus auf dem Brühl noch das kleine Nachbarhaus hinzu.  Fast alle Leipziger Drucker hatten sich zu dieser Zeit in Gebäuden auf der westlichen Seite der Ritterstraße angesiedelt. So wissen wir, dass Schumann, Landsberg und Stöckel ihre Werkstätten in der Ritterstraße hatten. Jakob Thanner besaß, wie erwähnt, seine Offizin gleich um die Ecke auf dem Brühl.
Einige Jahre später gerät er in Schulden, nachdem er 1518 mit seiner Frau Dorothea einen Vertrag auf Gütergemeinschaft geschlossen hatte und kommt 1525 in Schuldhaft: Im Jahre 1526 verkaufte er eines seiner beiden Häuser wieder. 1502 erwarb er das Leipziger Bürgerrecht. Mit dem späteren Gesangsbuchdrucker Valentin Bapst († 1556) hatte Thanner wahrscheinlich um das Jahr 1530 gemeinsam Garngeschäfte betrieben. Das letzte Jahr, in dem er urkundlich nachweisbar ist, war 1538; da verkaufte er auch sein zweites Haus.
Er war für Martin Luther mehrfach tätig. So erschien ein offenbar von Luther selbst beauftragter Einblattdruck (Folioblatt in zwei Spalten) des lateinischen Textes seiner 95 Thesen bereits 1517 bei Jacob Thanner in Leipzig, mit dessen Druckerzeugnis er aber nicht zufrieden war. In Leipzig hatten sich zum Beginn des 16. Jahrhunderts vier Druckereien etabliert, Wolfgang Stöckel, Jacob Thanner, Martin Landsberg und die Offizin Konrad Kachelofens, die um 1500 von Melchior Lotter dem Älteren übernommen worden war. Die Lottersche Druckerei wies eine etwas höhere Produktionsrate auf als die anderen drei Druckereihandwerker, von denen Landsberg und Stöckel etwa gleichauf lagen und Thanner den geringsten Ausstoß hatte.